# مغزرة
المُغْزِرَة[هل المصدر موثوق به؟][بحاجة لدقة أكثر]أو المُستَدِرَّة  (الاسم العلمي: Polygala) هي جنس نباتات معمرة من الفصيلة المغزرية من رتبة الفوليات، يضم حوالي 500 نوعاً. سميت بذلك لأنها تنشط إدرار اللبن عند البقر.

## الأنواع
أنواع هذا الجنس:
- كود سباركل
- تحديث القائمة

نوع:مغزرة آسية الورق 
اسم علمي: Polygala myrtifolia

نوع:مغزرة إبرية 
اسم علمي: Polygala acicularis

نوع:مغزرة أثيوبية 
اسم علمي: Polygala aethiopica

نوع:مغزرة أسلية 
اسم علمي: Polygala juncea

نوع:مغزرة أصلية 
اسم علمي: Polygala aboriginum

نوع:مغزرة أفريقية 
اسم علمي: Polygala africana

نوع:مغزرة ألبية 
اسم علمي: Polygala alpina

نوع:مغزرة إلنبيكية 
اسم علمي: Polygala ellenbeckii

نوع:مغزرة أمريكية 
اسم علمي: Polygala americana

نوع:مغزرة أناضولية 
اسم علمي: Polygala anatolica

نوع:مغزرة أنغولية 
اسم علمي: Polygala angolensis

نوع:مغزرة أنيقة 
اسم علمي: Polygala elegans

نوع:مغزرة باتاغونية 
اسم علمي: Polygala patagonica

نوع:مغزرة باهتة 
اسم علمي: Polygala pallida

نوع:مغزرة برازيلية 
اسم علمي: Polygala brasiliensis

نوع:مغزرة بستانية 
اسم علمي: Polygala campestris

نوع:مغزرة بوليفية 
اسم علمي: Polygala boliviensis

نوع:مغزرة بيروفية 
اسم علمي: Polygala peruviana

نوع:مغزرة شائعة 
اسم علمي: Polygala vulgaris

نوع:مغزرة قصيرة الأوراق 
اسم علمي: Polygala brevifolia

نوع:مغزرة كلسية 
اسم علمي: Polygala calcarea

نوع:مغزرة كيتونية 
اسم علمي: Polygala quitensis